# Барбадос на летних Олимпийских играх 2000
Барбадос принимал участие в Летних Олимпийских играх 2000 года в Сиднее (Австралия) в девятый раз за свою историю, и завоевал одну бронзовую медаль. Сборную страны представляли 6 женщин. Это первая олимпийская медаль Барбадоса.

## 03!Бронза
- Лёгкая атлетика, мужчины, 100 метров — Обаделе Томпсон.

## Состав олимпийской сборной Барбадоса

### Дзюдо
Спортсменов — 1
Соревнования по дзюдо проводились по системе на выбывание. В утешительные раунды попадали спортсмены, проигравшие полуфиналистам турнира. Два спортсмена, одержавших победу в утешительном раунде, в поединке за бронзу сражались с проигравшими в полуфинале.
Мужчины
| Соревнование | Спортсмены | Первый раунд       | Второй раунд                   | 1/8 финала           | Четвертьфинал        | Полуфинал            | Финал                | Место |
| Соревнование | Спортсмены | Соперник Результат | Соперник Результат             | Соперник Результат   | Соперник Результат   | Соперник Результат   | Соперник Результат   | Место |
| ------------ | ---------- | ------------------ | ------------------------------ | -------------------- | -------------------- | -------------------- | -------------------- | ----- |
| до 73 кг     | Эндрю Пейн | Не участвовал      | С. Алькати (ARG) П 0010 — 0010 | Завершил выступление | Завершил выступление | Завершил выступление | Завершил выступление | —     |

### Плавание
Спортсменов — 2
В следующий раунд на каждой дистанции проходили лучшие спортсмены по времени, независимо от места занятого в своём заплыве.
Мужчины
| Спортсмен     | Соревнование        | Предварительные заплывы | Предварительные заплывы | Полуфиналы | Полуфиналы | Финал     | Финал     |
| Спортсмен     | Соревнование        | Результат               | Место                   | Результат  | Место      | Результат | Место     |
| ------------- | ------------------- | ----------------------- | ----------------------- | ---------- | ---------- | --------- | --------- |
| Дамьен Аллейн | 200 м вольный стиль | 1:52,22                 | 27                      |            |            | Не прошёл | Не прошёл |
| Дамьен Аллейн | 400 м вольный стиль | 3:58,12                 | 26                      |            |            | Не прошёл | Не прошёл |
| Ники Неклс    | 100 м на спине      | 1:00,19                 | 51                      | Не прошёл  | Не прошёл  | Не прошёл | Не прошёл |